# Хедвига фон Пфалц-Зулцбах
Хедвига фон Пфалц-Зулцбах (Мария Хедвига Августа) (на немски: Maria Hedwig Auguste, Pfalzgräfin von Sulzbach; * 25 април 1650, Зулцбах; † 23 ноември 1681, Хамбург) от фамилията Вителсбахи, е пфалцграфиня от Зулцбах, по-съпруг ерцхерцогиня на Австрия-Тирол и след това херцогиня на Саксония-Лауенбург.

## Живот
Тя е дъщеря на пфалцграф и херцог Христиан Аугуст (1622 – 1708), от Пфалц-Зулцбах, и Амалия (1615 – 1669), дъщеря на граф Йохан VII от Насау-Зиген. По-голяма сестра е на херцог Теодор Евстах.
На 3 юни 1665 г. в Зулцбах Хедвига се омъжва по доверие (pro cura) за ерцхерцог Сигизмунд Франц Австрийски (1630 – 1665). Дванадесет дни по-късно съпругът ѝ умира по пътя за Инсбрук, където двамата трябвало да се срещнат за първи път като съпрузи. Те не са били заедно и нямат деца.
На 9 април 1668 г. тя се омъжва в Зулцбах за херцог Юлий Франц (1641 – 1689) от Саксония-Лауенбург. Тя получава 20 000 гулдена от императорския двор.
Хедвига е погребана в дворец Шлакенверт. Нейният баща построява през 1668 г. по случай втората ѝ женитба паметен камък за нея в църквата на Зулцбах.
- Сигизмунд Франц и съпругата му Хедвига
- Хедвига

## Деца
Хедвига и Юлий Франц имат децата:
- дете (*/† 1669)
- Мария Анна Терезия (* септември 1670, † 25 декември 1671)
- Анна Мария Франциска (* 13 юни 1672, † 15 октомври 1741), омъжена 1. на 29 октомври 1690 г. за пфалцграф Филип Вилхелм фон Нойбург (1668 – 1693); 2. на 2 юли 1697 г. за Джан Гастоне Медичи (1671 – 1737), велик херцог на Тоскана
- дете (* 28 октомври 1673, † 4 ноември 1673)
- Мария Сибила Августа (* 21 януари 1675, † 10 юли 1733), омъжена на 27 март 1690 г. за Лудвиг Вилхелм (1655 – 1707), маркграф на Баден-Баден